# Observatori Contra l'LGTBI-fòbia
L'Observatori Contra l'LGTBI-fòbia, abans anomenat Observatori Contra l'Homofòbia, és una associació emmarcada dins de l'activisme LGTBI català que té la funció de ser una eina del col·lectiu LGTBI per a lluitar contra l'LGTBIfòbia i denunciar les discriminacions d'aquest tipus en totes les seves formes, així com per donar suport a les víctimes.
Sorgida inicialment d'una iniciativa del Front d'Alliberament Gai de Catalunya (FAGC), amb el temps ha acabat sent un projecte amb vida pròpia i independent. La seva constitució legal va ser el 10 de desembre de 2008, sent Eugeni Rodríguez i Giménez el seu president des de llavors i fins a l'actualitat. La seva seu es troba al Centre LGTBI de Barcelona i la seva actuació se centra principalment a Catalunya, encara que no de manera exclusiva.

## Història

### Antecedents

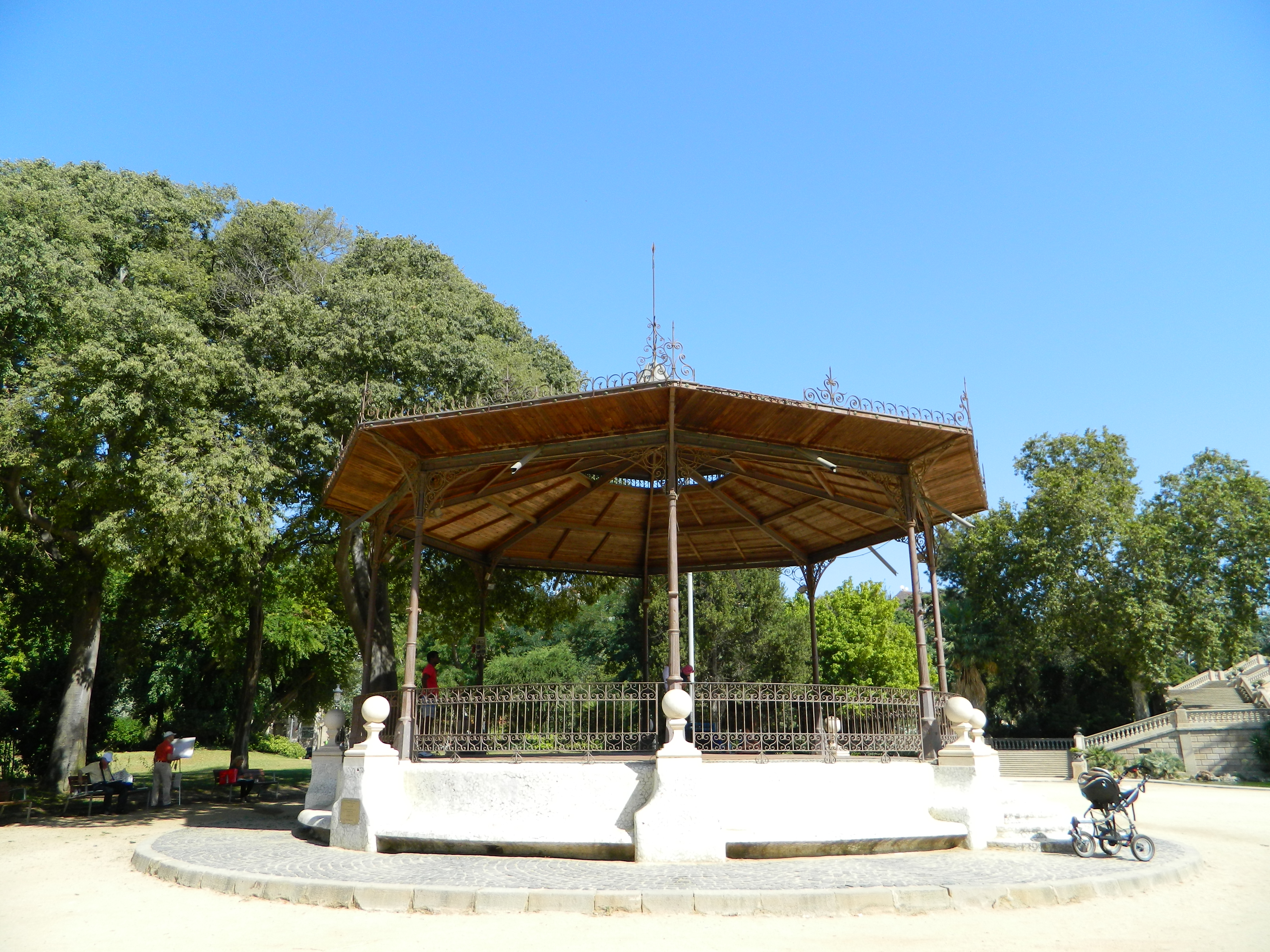
Lloc proper a on van tenir lloc els fets

El 6 d'octubre de 1991, la dona transsexual Sònia Rescalvo Zafra va ser assassinada d'una pallissa per un grup de neonazis al Parc de la Ciutadella, a Barcelona. El seu assassinat va adquirir gran rellevància per ser «el primer crim d'una transsexual pel mer fet de ser-ho del qual es té informació i constància a Espanya». També va ser el primer cas d'assassinat investigat pels Mossos d'Esquadra. El cas també va actuar com a detonant perquè la FAGC, juntament amb la coordinadora, l'Ajuntament de Barcelona i l'advocada Maria José Varela realitzessin la primera acusació popular d'Espanya d'un cas de LGTBIfòbia. La campanya es va dur a terme durant 3 anys fins que el 1994 es va celebrar el judici.
Fins al moment, el FAGC disposava d'un servei de permanències des del qual rebia trucades telefòniques per denunciar els casos d'homofòbia. Va ser arran d'aquest assassinat i la gran repercussió social que va tenir, que el FAGC es va veure amb la necessitat d'ampliar el servei de permanències i crear l'oficina antidiscriminatòria, amb la intenció d'ampliar el seu marc d'acció i assessorar presencialment les víctimes per fer els tràmits judicials, disposant així d'un grup d'advocats.

### Promoció d'un nou marc legal
Un dels principals projectes on va col·laborar l'observatori va ser el procés d'aprovació d'una llei al Parlament de Catalunya contra la LGTBIfobia, que es va allargar entre 2007 i 2014.
El 2007, amb el tripartit, es va iniciar un projecte de llei al Parlament a partir dels mecanismes de participació dotats pel Govern, però finalment no va arribar al procés parlamentari a causa de la convocatòria d'eleccions l'any 2010. Durant els dos primers anys de govern de Convergència i Unió el projecte no va avançar. Fins que el 2012 el col·lectiu LGTBI català va decidir unir-se per reivindicar i demanar als diputats del Parlament de Catalunya el seu compromís per aprovar i implantar, en la nova legislatura que s'iniciava, un projecte de llei contra la LGTBIfòbia. Progressivament va anar aconseguint el suport dels partits polítics ERC, PSC, ICV, C's i CUP, fet que va forçar al govern a reprendre el projecte de llei. El Partit Popular va ser l'únic partit amb representació en el Parlament que va refusar el compromís. Es va obrir doncs un nou període de negociacions on l'Observatori va tenir un paper destacat facilitant informes sobre l'estat de la LGTBIfòbia a Catalunya.
Diferents associacions defensores dels drets dels LGBTI van comparèixer en el Parlament un total de 42 vegades, i en 40 es va demostrar la necessitat de tenir una eina legal per poder combatre la LGTBIfobia. Finalment, la llei per a garantir els drets de lesbianes, gais, bisexuals, transgèneres i intersexuals i per a erradicar l'homofòbia, la bifòbia i la transfòbia es va acabar aprovant el 2 d'octubre de 2014 i va entrar en vigor el 18 d'octubre de 2014. Posteriorment l'Observatori ha continuat amb les seves funcions regulars.

### 15è aniversari
El 2023, pel 15è aniversari de l'organització, aquesta va canviar de nom («Observatori contra l'Homofòbia») substituint «homofòbia» per «LGTBI-fòbia» amb una intenció d'inclusió explícita. Així mateix, va renovar la imatge corporativa d'acord amb el reanomenament. Es va celebrar l'aniversari en un acte a la sala d'actes del Centre LGTBI de Barcelona el dimarts 12 de desembre del 2023, en el qual es va presentar el llibre 15 anys de viatge contra l’LGTBI-fòbia i van intervenir representants de diverses institucions (la Generalitat de Catalunya, la Diputació de Barcelona, l'Ajuntament de Barcelona, la Plataforma d’Entitats LGTBI de Catalunya, el mateix Centre LGTBI de Barcelona, l’entitat Gais Positius, la Universitat Autònoma de Barcelona, l'Oficina per la No Discriminació, el grup de Joventuts de la Plataforma Trans Estatal, l’Observatori contra l’LGTBI-fòbia de Vitoria-Gasteiz Ikusgune i la plataforma Unitat contra el Feixisme i el Racisme). En aquest acte també es van dur a terme taules rodones sobre memòria històrica i interseccionalitat i la cloenda va anar a càrrec del president de l'entitat, Eugeni Rodríguez, i de Miguel Àngel Aguilar, Fiscal de Sala Contra els Delictes d’Odi i Discriminació.